# Histoire des Juifs en Croatie

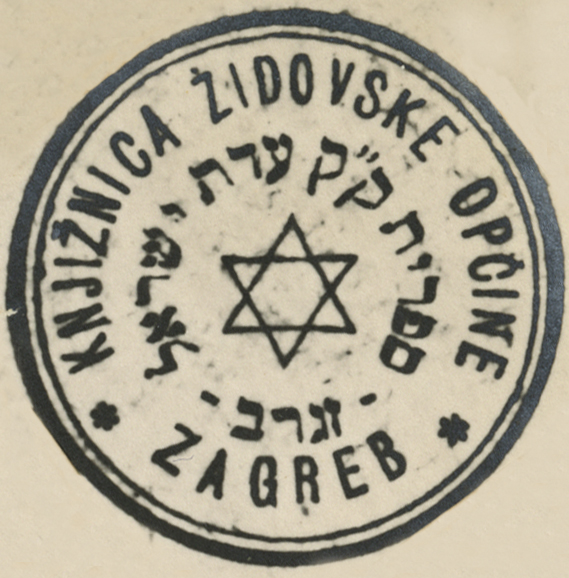
Tampon de la bibliothèque Eretz Yisrael Kehila Kedosha (la communauté sainte) de Zagreb, av. 1940

Cet article présente l'histoire des Juifs en Croatie. La communauté juive en Croatie existe depuis l'antiquité ; elle s'est enrichie de nouveaux membres à l'arrivée des expulsés juifs de la péninsule ibérique au XVe siècle puis à celle d'ashkénazes mais même en petit nombre, elle est victime de ségrégation sous la maison d'Autriche dans l'empire austro-hongrois. Elle est émancipée graduellement puis totalement en 1867, ensuite à nouveau victime de l'antisémitisme dans l'ex-Yougoslavie jusqu'à la Shoah à partir de 1941 qui décime 4/5e de ses membres. De nos jours, la communauté survit en petit nombre (moins de 3 000 personnes) dans le pays, dont plus de la moitié serait à Zagreb, et doit supporter le négationnisme ambiant. Le gouvernement croate reconnaît néanmoins que les Juifs de leur pays ont contribué au développement de l' économie et de la citoyenneté croates ainsi qu'à la science et à la culture croates.

## Débuts de la communauté juive en Croatie

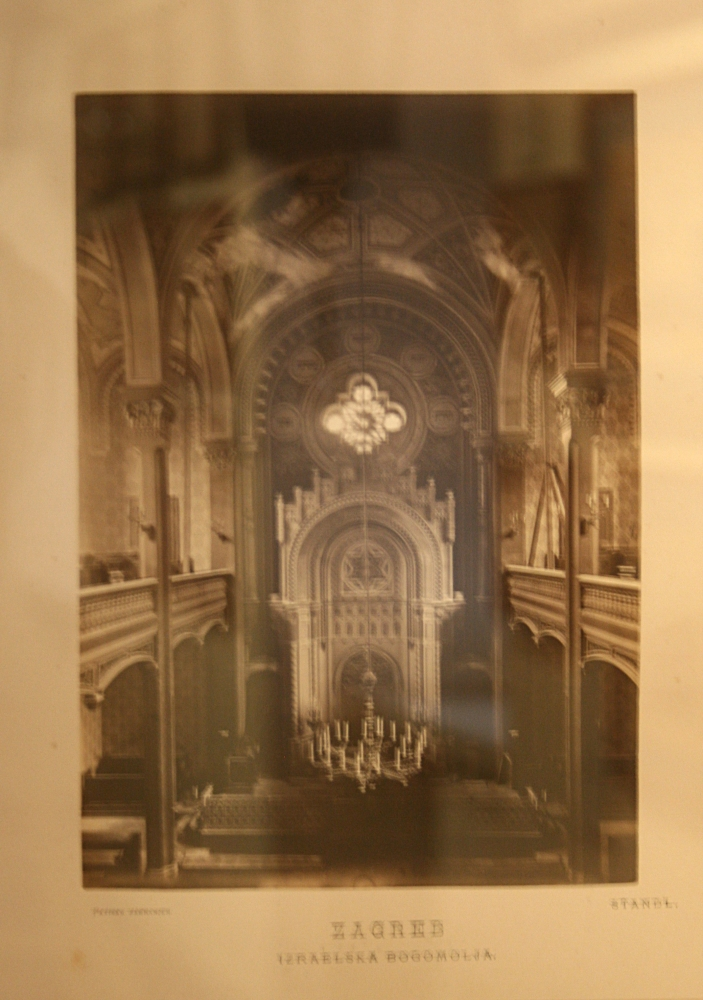
Intérieur de la synagogue de la rue de Prague à Zagreb, après le tremblement de terre, 1880

Les fouilles archéologiques dans le cimetière juif près de Solin montrent que les Juifs sont arrivés sur le littoral dalmate à l'époque romaine au IIIe siècle. Il existe également des pierres tombales de Juifs dont celle d'Aurelius Dionysus de Tibériade, près de Senj. Subsistent de nos jours les vestiges d'une ancienne synagogues à Salona (Solin) et quelques inscriptions lapidaires qui suggèrent l’existence de proseuche (expression grecque synonyme de « synagogue ») à partir du IVe siècle à Mursa (près d’Osijek).
Après la destruction de Solin par les Avars en 641, les résidents survivants déménagent au palais de Dioclétien, qui est resté debout. Les restes de matériaux sont trouvés dans les caves du palais sont encore visibles aujourd'hui comme des menorahs (chandeliers à sept branches) qui sont sculptés dans la pierre.
L'une des plus anciennes informations pouvant indiquer la présence de Juifs en Croatie provient d'une lettre d'un vizir de la péninsule ibérique, Hisdai ibn Saprut, adressée à Joseph, roi des Khazars. Hormis quelques rares mentions dans des documents du XIIe – XVe siècle, la présence de Juifs dans la région reste assez exceptionnelle. Le responsable de la communauté juive portait le titre de magistratus judaeorum.

## Après 1492
Après l'expulsion des Juifs d'Espagne en 1492, la communauté s'enrichit de Juifs séfarades auxquels s'ajoutent par la suite une forte immigration ashkénaze. En 1526, la Croatie passe sous la domination des Habsbourg. Les Juifs subissent une « lente ségrégation » : création de ghettos, instauration d'une taxe de tolérance.

Au début du XVIe siècle, se construit la synagogue actuelle de Split, l'une des trois plus anciennes d'Europe. Elle est rénovée en 1728. 

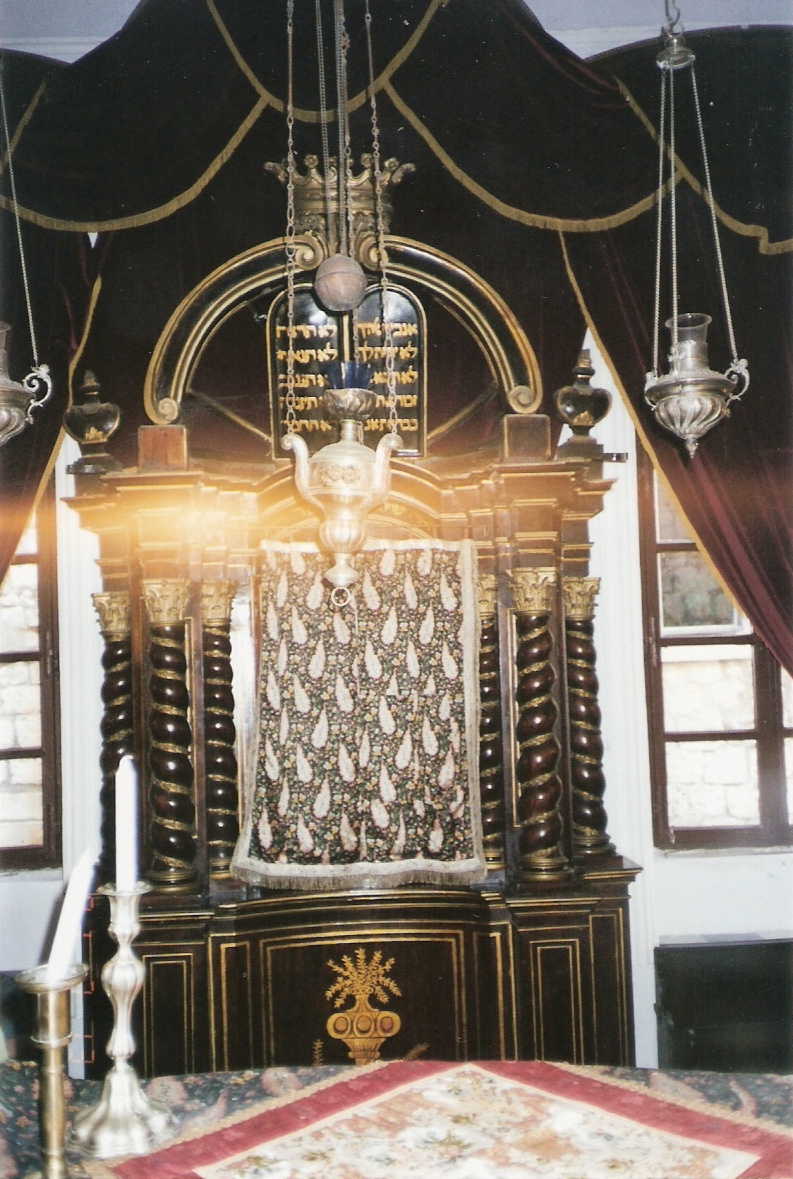
Synagogue de Dubrovnik, construite dans le style séfarade

En 1688, « l’armée autrichienne déporte à Osijek, comme esclaves, un demi-millier de Juifs de Belgrade, qui vient d’être reprise aux Turcs. Quelques décennies plus tard, les Juifs sont autorisés à s’installer de façon temporaire dans certaines villes afin d’assurer un bon approvisionnement des garnisons ».
L'impératrice Marie-Thérèse d’Autriche qui règne sur un vaste territoire - et avait déclaré « Je déteste les protestants mais je hais les Juifs » et « exigeait l’installation d’un paravent lorsque le protocole de la cour la forçait à recevoir un sujet juif » - expulse notamment les Juifs de Prague en 1744, alors la plus grande communauté ashkénaze d'Europe, qu'elle rappelle rapidement en 1778 pour bénéficier du savoir-faire de ses exportateurs et négociants en verre et en toile de Bohême. Entre-temps, plusieurs villes, comme Krizevsci, Koprivinica, Bjelovar et Osijek permettent aux marchands juifs de séjourner pendant les foires, pour trois jours au plus, et moyennant une substantielle taxe de séjour.
L'impératrice emploie un petit-fils de rabbin converti, Joseph von Sonnenfels, une des plumes du règne de Marie-Thérèse, devenu professeur de sciences camérales à Vienne, juriste éminent, publiciste, conseiller politique et collaborateur proche de Joseph II ; on sait son rôle pour l'emploi du bon allemand (la création du Burgtheater, théâtre national allemand) et pour la réforme de la procédure judiciaire,
Joseph II, le fils de Marie-Thérèse, est plus tolérant que sa mère et permet que les Juifs s’installent en Croatie du nord, territoire des Habsbourg depuis près de trois siècles, grâce à l'édit de tolérance de 1781. Jacob Stiegle serait le premier Juif arrivé à Zagreb en 1786.

## AuXIXesiècle
En 1806, une communauté juive constituée de 75 membres est fondée à Zagreb. Les Juifs se joignent à la communauté croate pour coexister. 

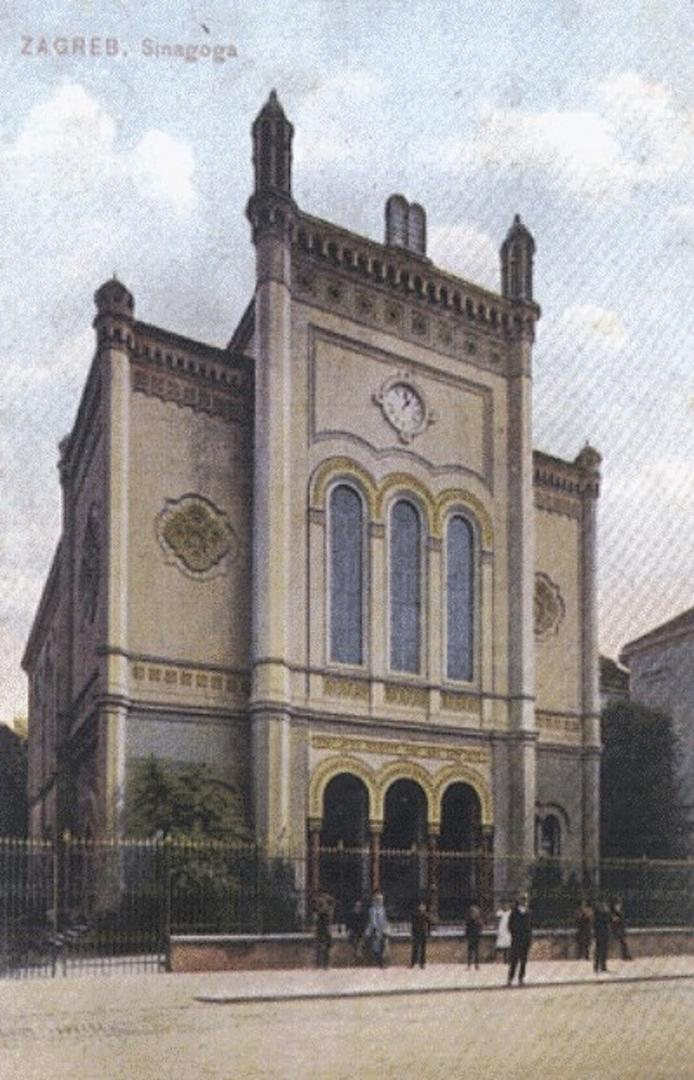
Synagogue de Zagreb en 1906

« Ce n’est qu’après leur émancipation complète dans l’empire austro-Hongrois, en 1867, que la communauté se développe en Hongrie, dont la Croatie du Nord est alors partie intégrante. La Croatie compte ainsi 13 500 juifs dès 1880, puis 20 000, très majoritairement ashkénazes, en 1900. Aux pères qui se sont investis dans les activités industrielles et commerciales, succèdent des fils avocats, médecins et journalistes, dont le croate devient rapidement la langue maternelle pour le plus grand nombre ».
Synagogue de Zagreb
Alors que les Juifs de Zagreb ont un lieu de culte dans leurs maisons, ils réclament la construction d'une belle synagogue, en soulignant leur volonté de participer à la conception et à l'esthétique du nouveau centre-ville. La municipalité confie le projet à l'éminent architecte de Zagreb, Franjo Klein ; la construction commence en 1866 et le temple est consacré un an plus tard. La synagogue est le premier bâtiment représentatif de la future ville basse et son emplacement montre comment la communauté juive a été acceptée et valorisée dans la vie de Zagreb. Il a été démoli à la fin de 1941.

## AuXXesiècle

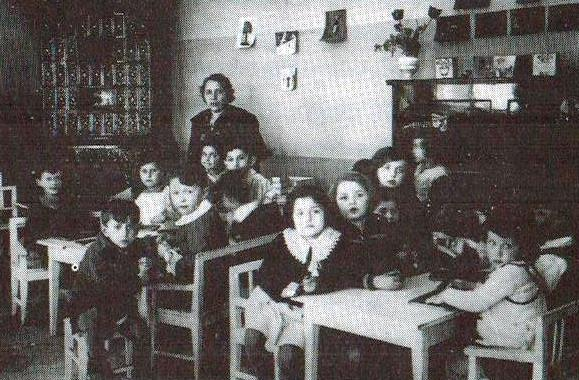
Jardin d'enfants juifs à Zagreb, où enseigne Miriam Weiler, 1926

« Après la Première Guerre mondiale, qui voit le pays entrer dans le giron du royaume de Serbie, l’assimilation se fait plus difficile face à une poussée antisémite, nourrie par l’extrême-droite nationaliste locale. Les sionistes prennent le contrôle des principales institutions communautaires, tandis qu’une partie de la jeunesse juive est attirée par le mouvement communiste clandestin ».

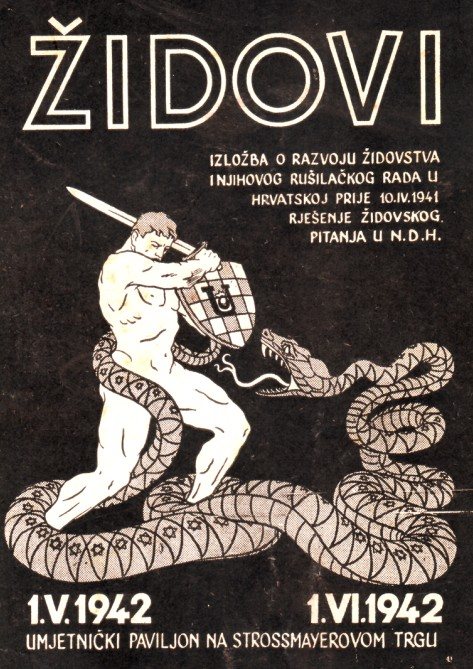
Affiche de propagande annonçant une exposition antisémite au Pavillon des arts de Zagreb, du 1er mai au 1er juin 1942. Inscription : « Juifs - Exposition sur le développement de la juiverie et son travail de destruction en Croatie jusqu'au 10 avril 1941 - résolution de la question juive dans l'Etat indépendant de Croatie »

## Pendant la Shoah
Juste avant la Seconde Guerre mondiale, 40 000 Juifs vivent en Croatie. L'historien Raul Hilberg estime cette communauté à 35 000. D'autres sources ne la font pas dépasser 25 000 membres.

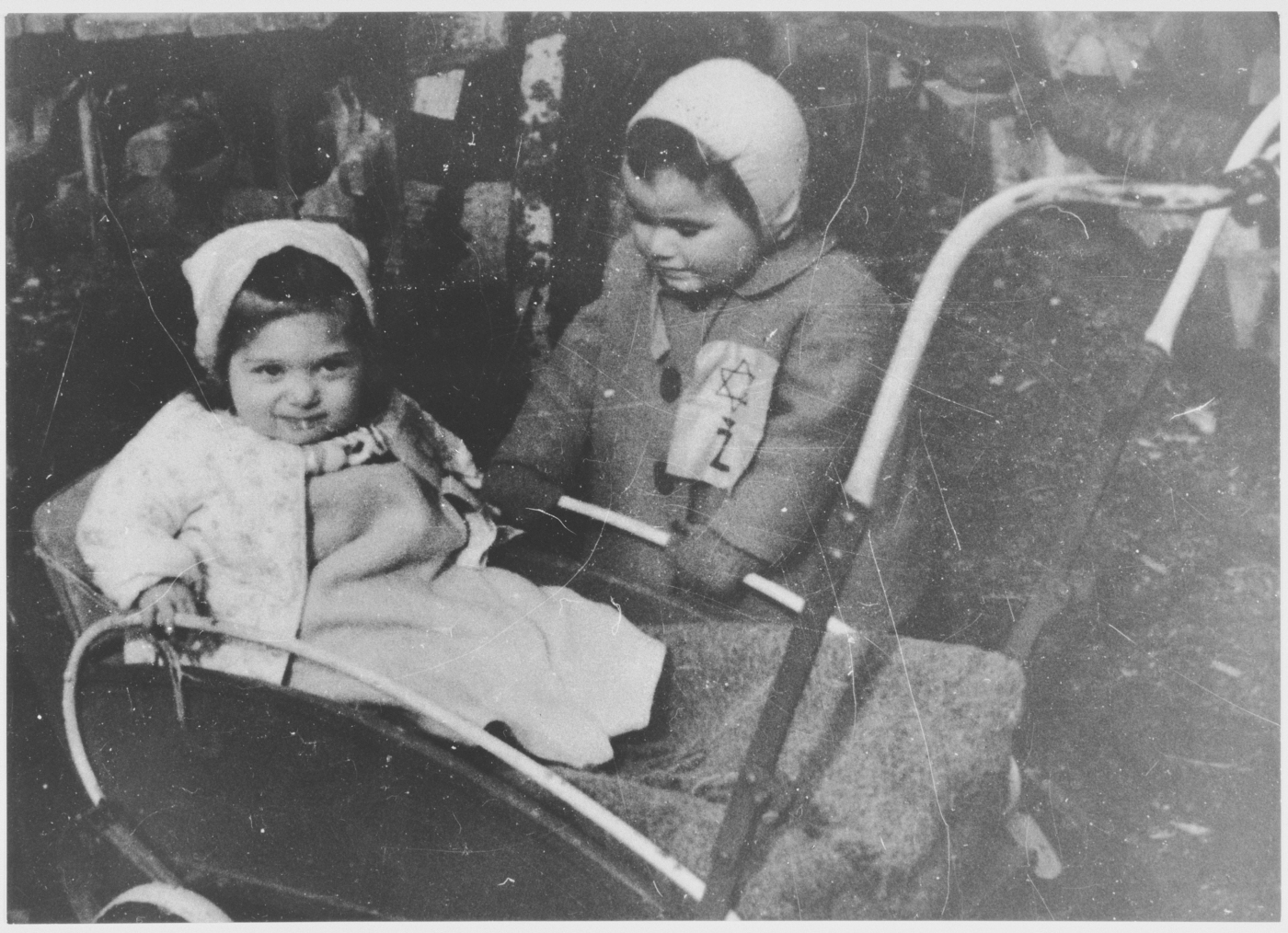
Deux petits enfants portant des insignes juifs en Croatie, 1941

Après l'invasion allemande, le 10 avril 1941, un gouvernement ultranationaliste, pro-nazi et antisémite, dirigé par Ante Pavelić est mis en place en Croatie et s'installe à Zagreb au sein d'un État indépendant et fantoche. Tout de suite, des lois antisémites sont promulguées. Les Oustachis, supplétifs de l’armée allemande sur l’ensemble du territoire yougoslave, s’attaquent aussitôt à la communauté juive : expropriations, arrestations comme à Zagreb en mai 1941, exécutions sommaires et internement dans des camps de concentration comme celui de Jasenovac réputé pour sa cruauté mais aussi ceux de Jadovno, Kruscica, Loborgrad, Djakovo, Tenje, Osijek dans l'économie de la Solution finale.
La grande synagogue de Zagreb est détruite en octobre 1941.

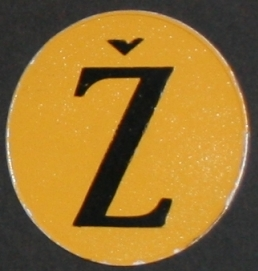
Insigne porté par les Juifs à Zagreb à partir de 1941 : « Ž » pour Žid (juif)

Entre août 1942 et septembre 1943, les Juifs de la zone occupée par les Allemands sont déportés vers Auschwitz, soit environ 7 000 personnes. Dans la zone d'occupation italienne, les autorités refusent de livrer les Juifs. De nombreux Juifs y cherchent donc refuge. Les autorités italiennes les regroupent dans le camp de l’île de Rab. « Au printemps 1943, les camps de concentration croates sont vidés de leurs prisonniers juifs, bientôt exterminés à Auschwitz.

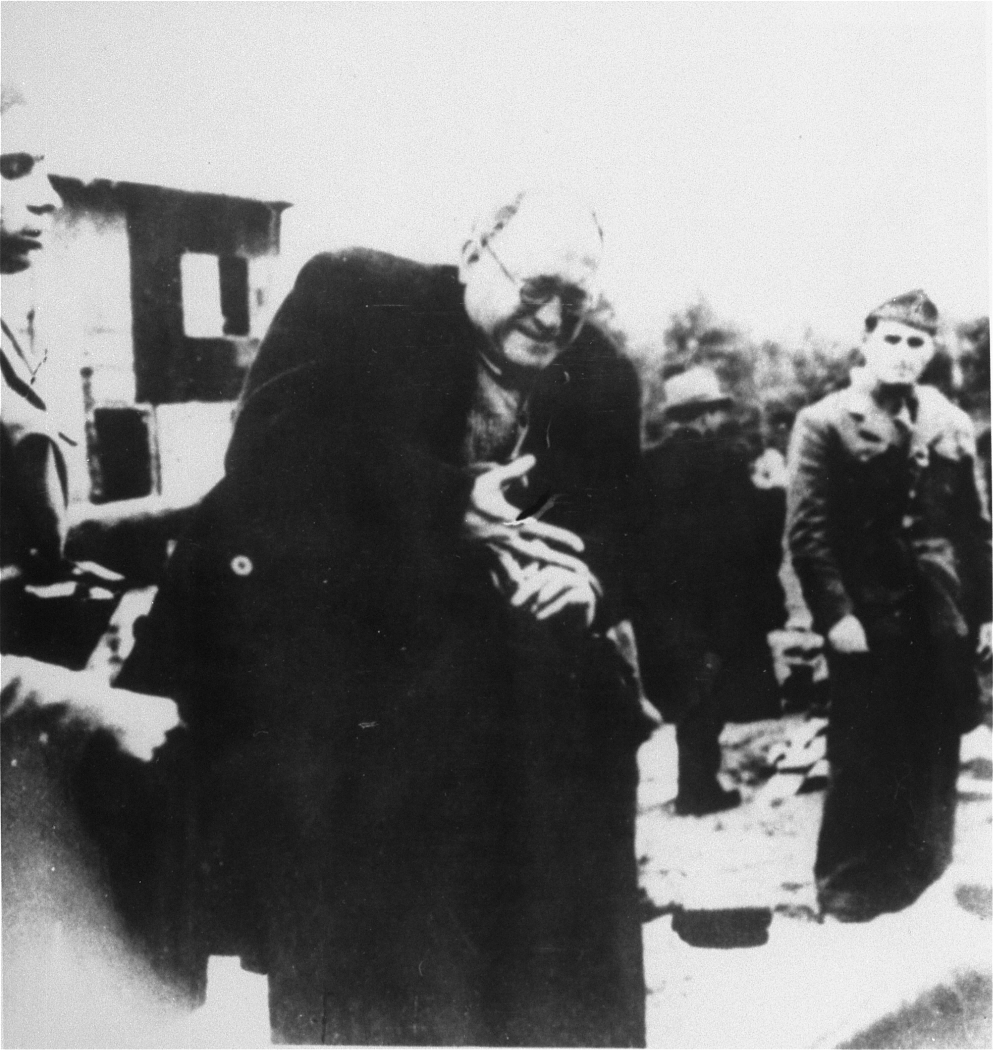
Arrivée dans le camp de Jasenovac d'un prisonnier juif de Zagreb, Teodore Grunfeld, obligé de retirer son alliance, avant d'être tué avec son épouse, Tereza Beit Cohen, 1941-42

L’Église catholique romaine parvient à épargner quelques centaines de Juifs mariés à des chrétiens ; d’autres fuient en zone d’occupation italienne, et des centaines d’autres rejoignent les rangs de la Résistance ». Quand les Allemands occupent la zone italienne en septembre 1943, les partisans yougoslaves aident les Juifs à s'échapper.
« À la Libération, sur les 25 000 juifs que comptait la Croatie en 1941, plus des quatre cinquièmes sont morts, la moitié des survivants émigre en Israël ». L'institut Yad Vashem compte pour sa part, 30 000 victimes juives en Croatie et Raul Hilberg 29 000.

## De nos jours
Des discours de haine et différentes expressions de soutien, notamment de politiques ou d'éducateurs, au régime pro-nazi oustachi de la Seconde Guerre mondiale, ayant fait des dizaines de milliers de victimes parmi Serbes, Juifs, Roms et opposants croates au camp de Jasenovac, ne semblent pas émouvoir l'actuel gouvernement de la droite croate dont la faiblesse des ripostes voire sa mansuétude à l'égard de telles manifestations sont critiquées. Pour marquer leur désapprobation, la communauté juive, la minorité serbe, des associations de victimes et des associations antifascistes boycottent la cérémonie officielle annuelle en mémoire des victimes du camp de Jasenovac, depuis 2015,. (en) Ognjen Kraus, président du Comité de coordination des communautés juives de Croatie, déclare en 2017 que « le problème, c’est que le gouvernement relativise tout ce qui a à voir avec l’Holocauste ». De visite en Croatie en juillet 2018, le Président israélien Reuven Rivlin insiste sur la nécessité pour la Croatie de « faire face à son passé et ne pas l'ignorer est une obligation morale qui constitue une composante fondamentale de toute société juste »,.
Les Juifs représentent en 2017 entre 2 000 et 3 000 membres, soit moins de 1 % des quelque 4,2 millions de Croates. Même en petit nombre, la communauté juive du pays est toujours active et organise diverses manifestations comme le festival juif du film (renommé Festival de la Tolérance) à Zagreb pour promouvoir son identité et sa culture. Deux Israéliennes ont ouvert en 2016 le restaurant Kako da ne ? (« Comment refuser ? ») de spécialités israéliennes et orientales dans la capitale. Présents dans les villes de Zagreb, Rijeka, Osijek, Split, Dubrovnik, Čakovec, Daruvar, Slavonski Brod, les Juifs croates résident pour moitié dans la capitale,,,.
La synagogue actuelle de Split datant du XVIe siècle est située actuellement au Jewish Pass, dans le bâtiment no 1 au premier étage. Au début du XXe siècle, la communauté juive de Split compte environ 100 membres et participe à diverses activités concernant les Juifs.

### Inventaire
Il existe actuellement deux importantes collections du Centre communautaire juif et du musée des arts et traditions de Zagreb, qui ont été recensées par le (en) Center of Jewish Art de l'Université hébraïque de Jérusalem qui avait lancé un projet majeur pour inventorier les restes matériels du patrimoine culturel juif de l’ancienne Yougoslavie, en 1988.

## Édifices

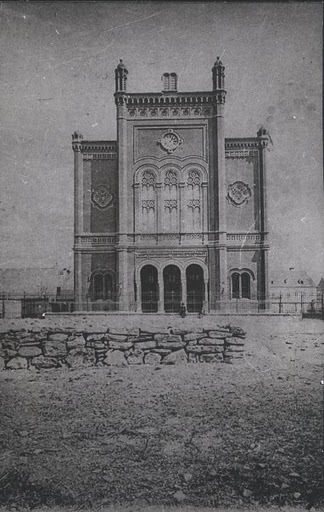
Synagogue de Zagreb en fin de construction, 1867
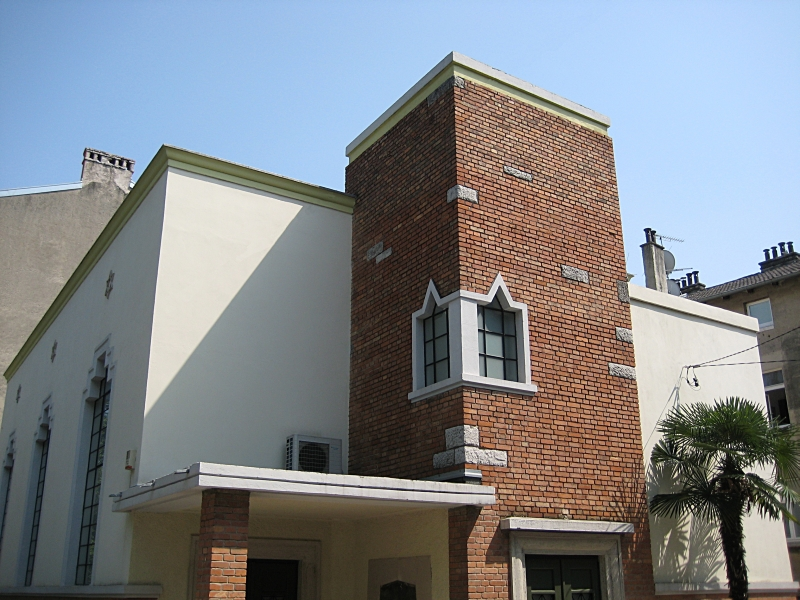
Synagogue de Rijeka
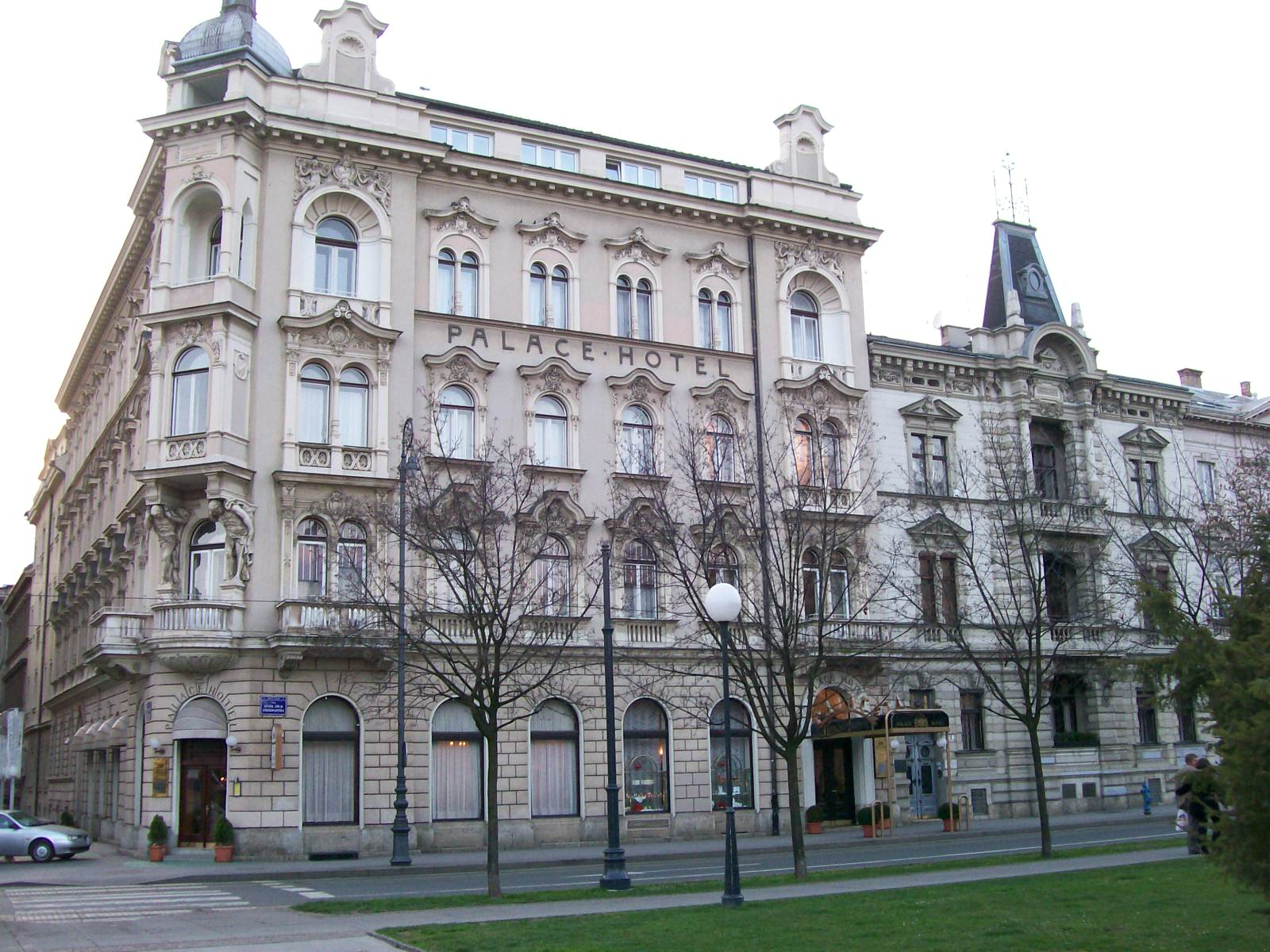
Palace Hotel initialement appelé « Schlesinger Palace » en 1891, conçu par (en)Julio Deutsch (1859-1922) et appartenant à (en)Šandor Alexander (1866-1929), à Zagreb
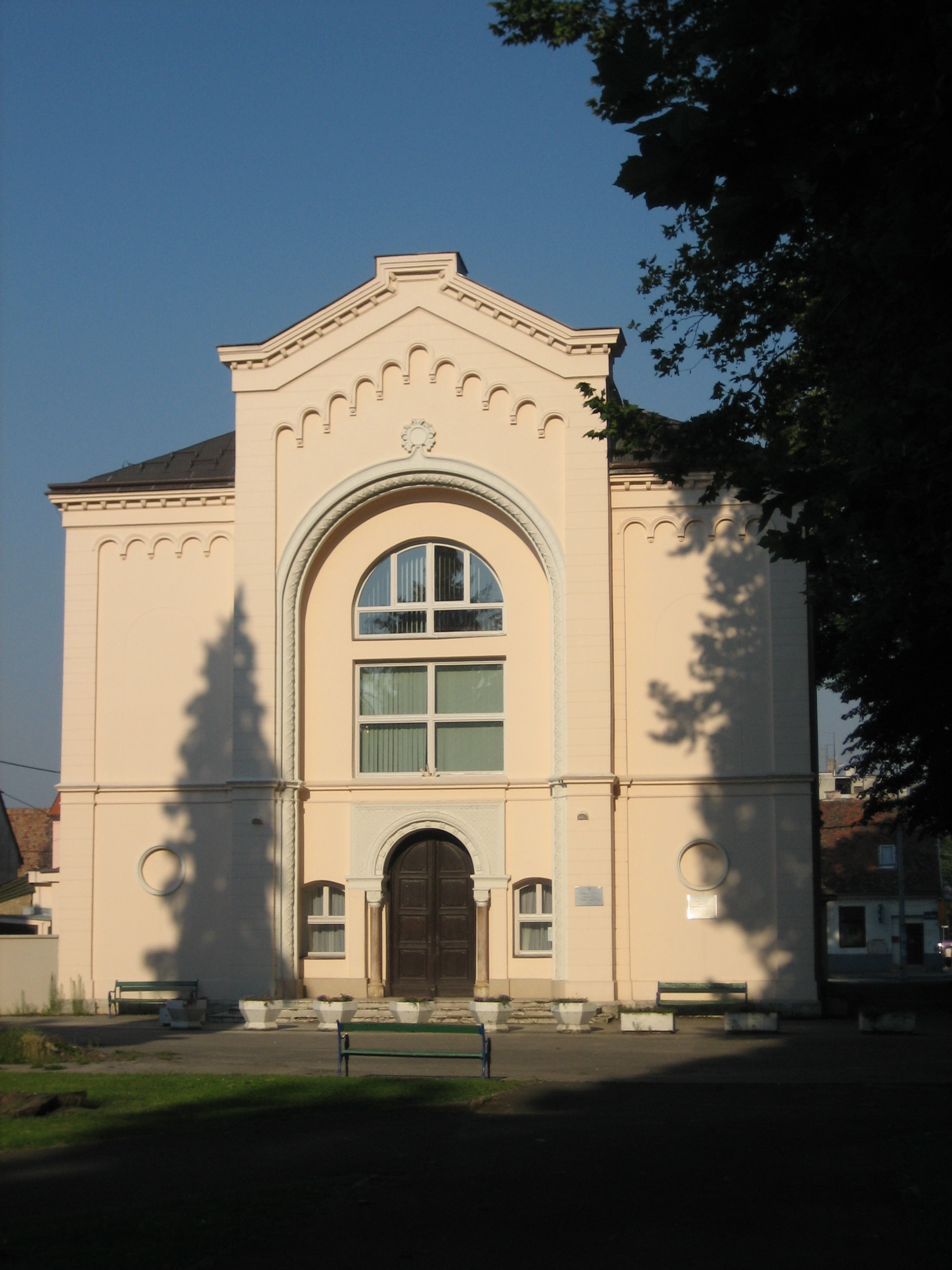
Synagogue de Sisak, aujourd'hui école de musique